# ポール・ホーン
ポール・ホーン（Paul Horn、1930年3月17日 - 2014年6月29日）はアメリカ合衆国のジャズ・フルート奏者。1969年のアルバム『Inside』でニューエイジ・ミュージックの先駆者となった。

## 経歴
1930年3月17日、ニューヨーク市生まれ。父はユダヤ系の血を引いている。 4歳のときに家族でワシントンD.C.に移住。またその歳でピアノを始め、12歳のときにクラリネットを演奏した。セオドア・ルーズベルト高等学校を経てワシントン音楽大学に通った。1942年の夏に伯爵劇場の案内役としてクラリネットを購入したのち、オハイオ州のオバーリン大学でクラリネットとフルートを学び、学士号を取得。1953年6月にはマンハッタン音楽学校で修士号を取得した。
ロサンゼルスに移ると、1956年から1958年までチコ・ハミルトンのクインテットで演奏し、西海岸のセッションプレイヤーとして名を馳せるようになった。 毎週木曜日にデューク・エリントン・オーケストラのスイートで演奏し、ナット・キング・コール、トニー・ベネットなどと共演。また1959年のテレビアニメシリーズ『クラッチカーゴ』で音楽を担当した。
1960年、ラテンジャズ・ヴィブラフォニストのカル・ジェイダー、ドラマーのウィリー・ボボ、モンゴ・サンタマリアと共に、アルバム『Latino!』（ファンタジー・レコード）をレコーディング。オリジナル盤は1962年にリリースされ、その後1992年に同じタイトルで再リリースされた。
ホーンのクインテットは、1966年までコロムビアとRCAビクターのジャズアルバムを制作した。この頃、彼はデビッド・ウルパーのテレビドキュメンタリー『ジャズミュージシャンの肖像』の主題となった。
1955年、最初の妻であるリリアン・イボンヌ・ジョルダンと結婚したが、1959年までに仲違いし、数年後に離婚が確定した。1970年、2番目の妻のTryntje Baumと結婚し、前妻の2人の息子、マーレンとロビンと共にバンクーバー島のビクトリア（ブリティッシュコロンビア州）に移った。 そこで自分のカルテットを作り、カナダ国立映画委員会の映画の劇伴を作曲した。
ジャズミュージシャンとしてよく知られている一方で、ホーンの作品の多くはそのような範疇に収まらない。彼は中国やアフリカなど、さまざまな文化や背景を持つミュージシャンと共にアルバムを制作した。
彼はブリティッシュコロンビア州とアリゾナ州に住み、のちにカナダのシンガーソングライター、アン・モーティフィーと結婚していた。2014年6月29日、84歳で死去。
2019年6月25日のニューヨーク・タイムズ・マガジンによれば、ホーンの作品は2008年のユニバーサルスタジオ火災で焼失の被害に遭っている。